# EasyGroup
 (août 2015).
easy est un groupe d'entreprises fondé en 1998 par Stelios Haji-Ioannou.

## Entreprises

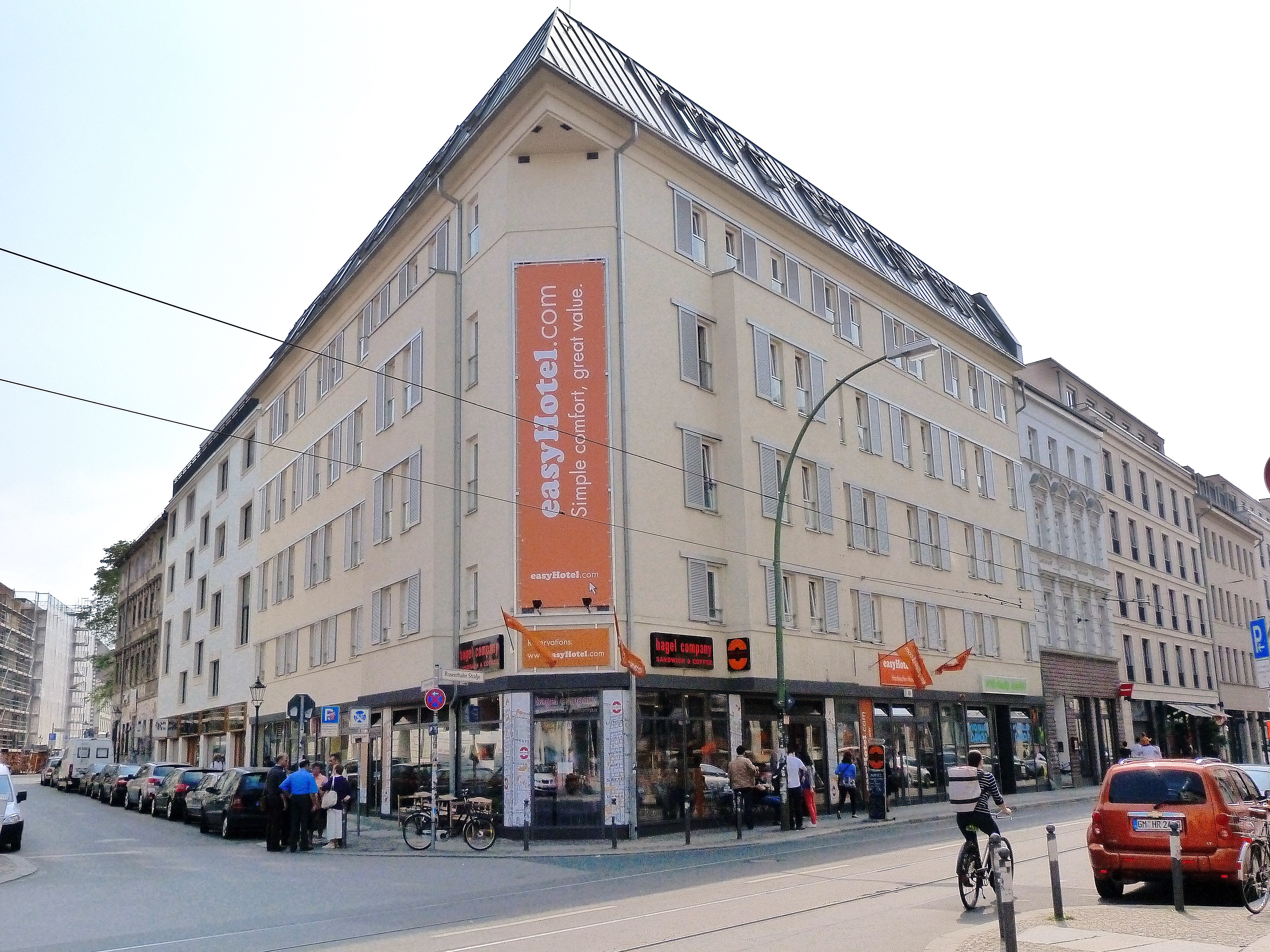
Easyhotel de Berlin.

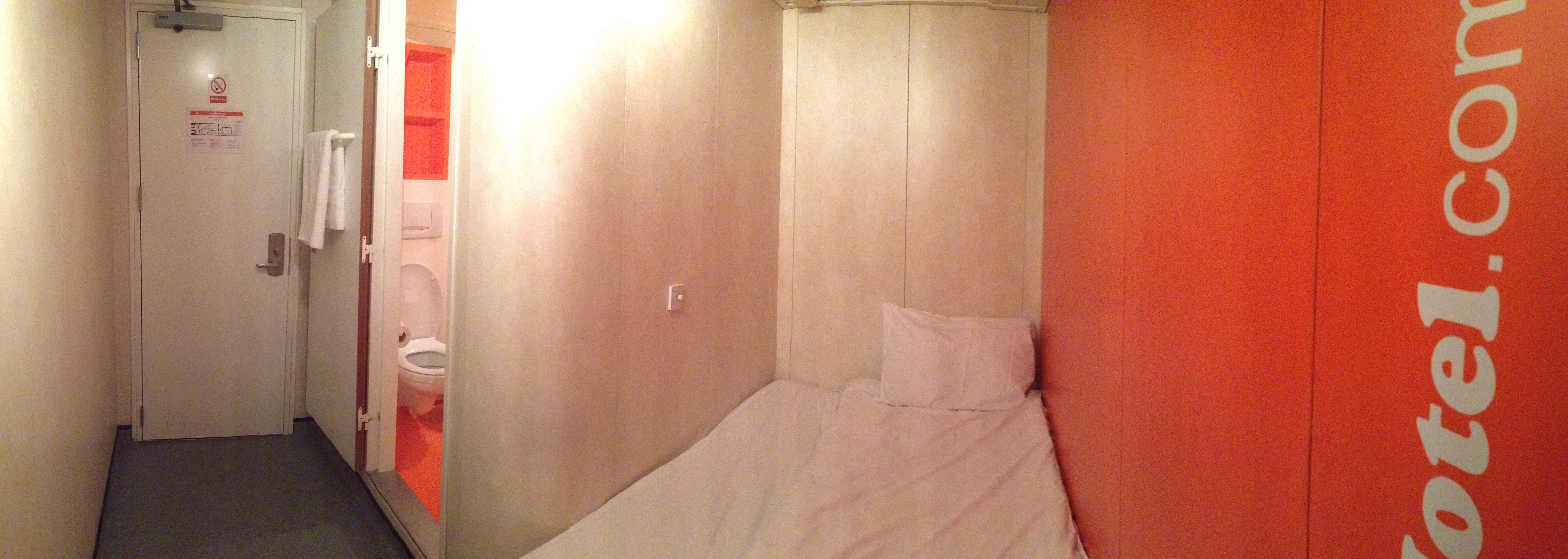
Chambre standard d'un Easyhotel.

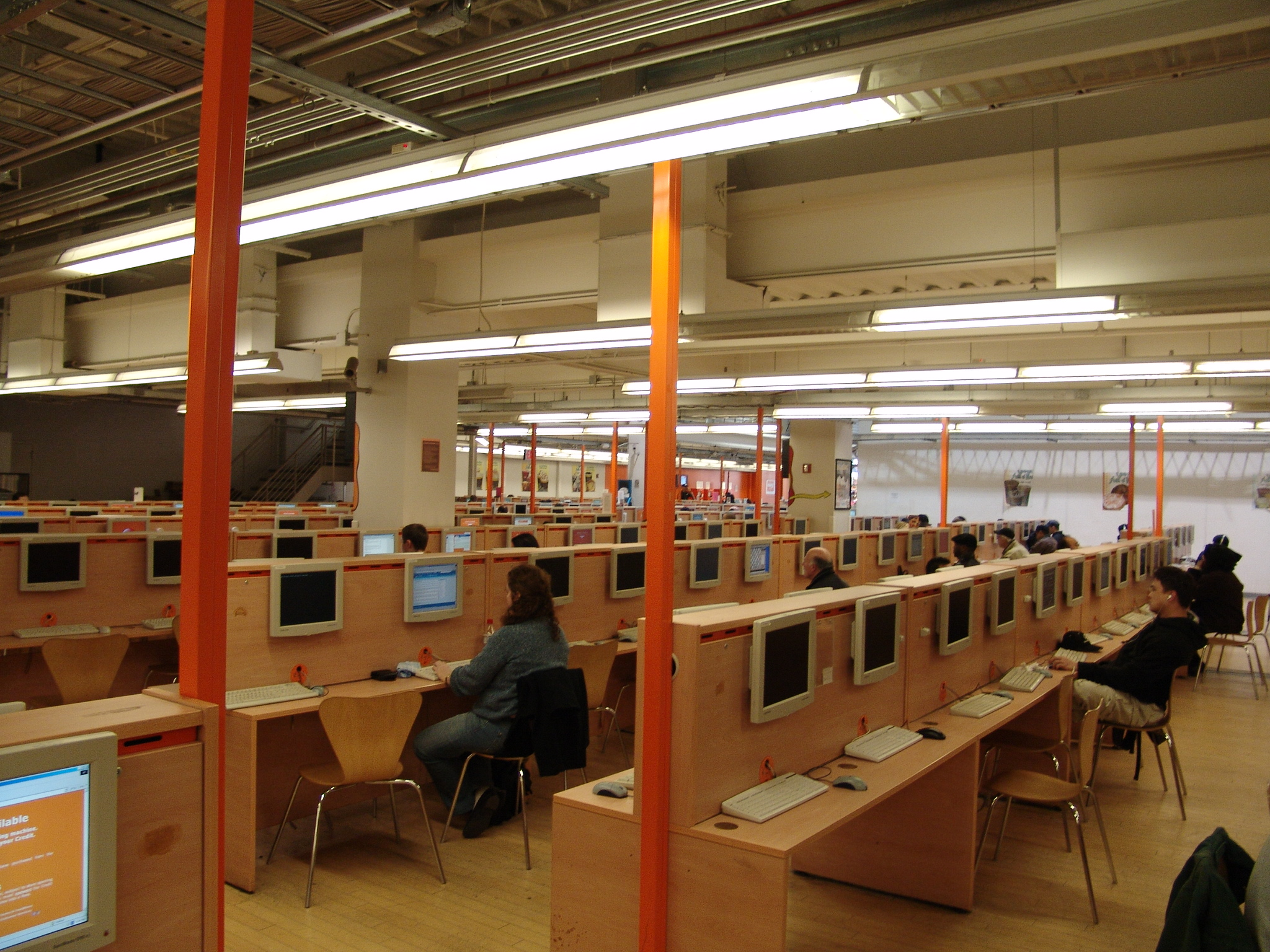
Easyinternetcafé de New York.

- Easyjet : une compagnie à bas prix opérant en Europe depuis le 10 novembre 1995[2]. Elle représente la seconde compagnie aérienne low cost en Europe après Ryanair[3].
- Easyjet Switzerland, easyjet est une compagnie à bas prix opérant en Europe depuis le 23 mars 1999.
- EasyJet Europe, une compagnie à bas prix opérant en Europe et basée en Autriche depuis 2017.
- EasyPark, application de parking
- EasyBus, bus d'accès aux avions de easyJet
- EasyHotêl un service d'hôtel